# Pastís alemany
El pastís alemany és un pastís de xocolata en capes, cobert i farciment amb una mescla amb ratlladura de coco i nous. La cobertura es prepara amb un caramel fet amb rovells d'ou i llet condensada; una vegada que el caramel és cuinat, s'agreguen el coco i les nous. Ocasionalment, es pot estendre una cobertura de xocolata als costats i en tota la circumferència del pastís, la qual cosa ajuda a sostenir el farciment. Com a toc especial es poden afegir unes cireres al marrasquí.
Contràriament a la creença popular, aquest pastís no prové pas d'Alemanya, sinó dels Estats Units. El nom ve del Baker's German's Sweet Xocolata, una barra de xocolata creada en 1852 per Samuel German per a la marca Baker's Chocolate. La recepta original del pastís alemany va ser enviada per una mestressa de casa de Dallas (al Texas) a un diari local el 1957. El pastís es va popularitzar i la General Foods —propietària de la Baker's en aquell temps— va distribuir la recepta i fotografies del pastís a altres diaris del país; es diu que les seves vendes van augmentar de 73 %. La forma que atribueix l'origen al pastís es va anar desvirtuant en publicacions subseqüents, fins a arribar a ser el que avui coneixem com a «pastís alemany» (German Chocolate Cake).